# Electric Suzy
«Electric Suzy» — песня шведской глэм-панк-группы Backyard Babies. «Electric Suzy» представляет собой наглядный образец композиции Backyard Babies раннего периода и имеет грязный гаражный звук, вульгарную тематику и речевые семплы, присущие гаражному панку и слиз-року. Песня вошла в состав дебютного альбома группы Diesel and Power, выпущенного в 1994 году. Вскоре она была издана в качестве сингла с сопутствующим видеоклипом. Би-сайдами к синглу стали завершающая альбом «Shame», «Lies», выходившая только в составе демозаписей 1991 и 1992 годов и кавер-версия песни «Taxi Driver» финской глэм-панк-группы Hanoi Rocks, записанная на концерте 1992 года.
«Electric Suzy» является самой известной песней из раннего периода группы и вошла в сборник 2009 года Them XX. «Lies» выходила в качестве бонус-трека
на CD и LP переизданиях Diesel and Power. «Taxi Driver» была добавлена в переиздание Diesel and Power на двойном виниле в 1998 году, а также вместе с «Lies» вошла в бокс-сет 2009 года Them XX, содержащий различные раритетные записи группы.

## Видео
Группа играет песню в пустом бассейне, в котором помимо музыкантов ходят и ищут наилучший ракурс для съёмок модель и постоянно курящий сигару продюсер (либо, согласно стилистике песни, режиссёр порнофильмов). На протяжении всего клипа продюсер и модель двигают по бассейну железную кровать на колёсах. Эти кадры чередуются с кадрами группы, выступающей в ночном клубе и окружённой танцующими девушками. В конце клипа Дреген сшибает ногой хай-хэт, а Педер падает со стула, задевая и роняя напольный том.

## Список композиций
Все песни написаны Backyard Babies, кроме отмеченных особо.
| №  | Название                                | Автор(ы)    | Длительность |
| -- | --------------------------------------- | ----------- | ------------ |
| 1. | «Electric Suzy»                         |             | 3:13         |
| 2. | «Shame»                                 |             | 7:43         |
| 3. | «Lies»                                  |             | 4:45         |
| 4. | «Taxi Driver» (Live; Hanoi Rocks cover) | Энди Маккой | 3:50         |

## В записи участвовали
- Нике Борг — вокал, ритм-гитара
- Дреген — лид-гитара, бэк-вокал
- Йохан Блумквист — бас-гитара
- Педер Карлссон — барабаны